# John Cooper (dissenyador de cotxes)
John Newton Cooper CBE (17 de juliol de 1923 – 24 de desembre de 2000) va ser cofundador, emb el seu pare Charles Cooper, de la Cooper Car Company. Nascut a Surbiton, Surrey, Anglaterra, RU es va convertir en una llegenda del motor amb el seu disseny de xassís amb motor posterior que eventualment canvià la cara d'aquest esport en el seu nivell més alt, des de Fórmula 1 a l'Indianapolis 500.